# Caroline Faye Diop
Pour les articles homonymes, voir Faye.
Caroline Faye Diop, née le 11 juillet 1923 à Foundiougne et morte le 29 juillet 1992 à Dakar, est une femme politique sénégalaise, la première femme députée et première femme ministre du pays. Elle était l'épouse de l'homme politique Demba Diop, assassiné en 1967.

## Biographie

### Origines familiales et études
Caroline Faye Diop naît à Foundiougne (Fatick, alors en Afrique-Occidentale française), le 11 juillet 1923. Elle est la fille de Louis Diène Faye, expert comptable, militant de la SFIO, un des fondateurs du Bloc démocratique sénégalais et de Fatim Diop. Elle réussit le concours d’entrée à l'École normale de jeunes filles de l'Afrique-Occidentale française, à Rufisque, d'où elle sort diplômée en 1945, troisième de sa promotion. Parmi ses camarades de classe figurent Annette Mbaye d'Erneville, la première de la promotion, Ndèye Coumba Diakhaté, deuxième de la promotion, Anne Marie Sohaï et Jeanne Martin Cissé.

### Carrière d'enseignante
Grâce à son diplôme, en 1945, elle devient institutrice à Louga, à Thiès, à Matam puis à Mbour, où elle dirige l'école des filles de 1951 à 1962. Dans cette dernière ville, elle rencontre Demba Diop, alors surveillant général du cours normal de Mbour (cet établissement sera renommé en son nom ultérieurement). Elle l'épouse en 1951. Elle rencontre également Abdoulaye Sadji, partisan de l'indépendance, qui l'encourage à poursuivre dans ses engagements politiques. Poursuivant sa carrière d'enseignante, elle intègre en 1948 le Bloc démocratique sénégalais, parti politique qui vient de se constituer. Elle obtient d'être détachée de l'enseignement, pour se consacrer plus spécifiquement à l'animation rurale.

### Carrière politique
Caroline Faye Diop participe à la création du mouvement féminin associé à l'Union progressiste sénégalaise (UPS), nouveau parti sénégalais créé en 1958 et dirigé par Léopold Sédar Senghor. Le Sénégal acquiert son indépendance en 1960. Proposée par l'UPS comme candidate aux élections législatives, Caroline Faye Diop devient ensuite députée, entre 1963 et 1978. Elle est la première femme de l'histoire du pays à siéger à l'Assemblée nationale,. 
Dès 1963, elle travaille notamment au sein de cette assemblée sur le projet de création d'un Code de la famille et encourage les femmes à gagner leur vie. Elle sera la seule femme à participer au vote de ce Code de la famille. Elle a été la quatrième vice-présidente de l'Assemblée nationale. Elle est élue en 1964 présidente des Femmes de l'Union progressiste sénégalaise. La même année, elle devient  secrétaire générale adjointe de la Panafricaine des Femmes. 
Son mari est assassiné en février 1967, probablement victime d'un conflit politique, mais elle poursuit ses engagements.
Elle devient la première femme ministre, en étant nommée, en 1978, ministre de l'Action sociale,. Elle est ensuite ministre déléguée auprès du Premier ministre de 1981 à 1982 puis ministre d'État de 1982 à 1983. Une anecdote caractérise son tempérament et son parcours, le congrès du parti de 1957 à Thiès : elle s’y rend et proteste auprès du président Senghor car malgré le nombre de femmes présentes, aucune n'y a pris la parole.
Caroline Faye Diop estime avoir notamment défendu les droits des femmes de son pays pendant les dix années où elle était seule à l'Assemblée nationale, par exemple en se battant pour le Code de la famille ou en faveur des allocations familiales versées aux femmes. Elle estime également que les hommes de son parti ne lui ont pas fait de cadeau.
Elle meurt le 29 juillet 1992.

## Annexe